# Hardt (Wuppertal)

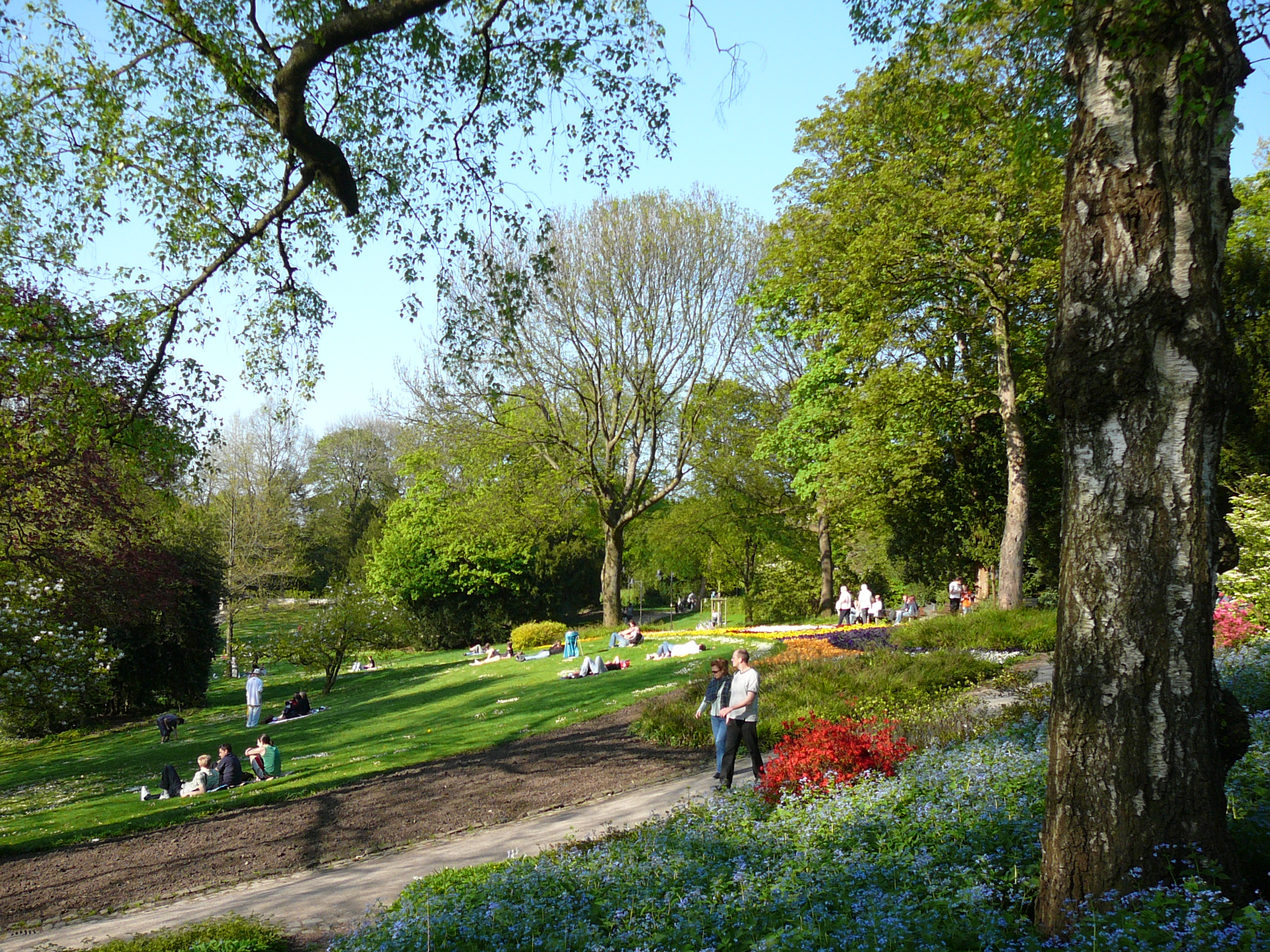
Blick über die Hardt

Die Hardt-Anlagen, oder meist abgekürzt die Hardt, sind eine Parkanlage auf der teilweise bewaldeten Erhebung Hardtberg im Innenstadt-Gebiet von Wuppertal, auf der Grenze zwischen den Stadtteilen Elberfeld und Barmen.
Die Hardt-Anlagen sind einer der ältesten Stadtparks in Deutschland und Teil der Straße der Gartenkunst.

## Geschichte

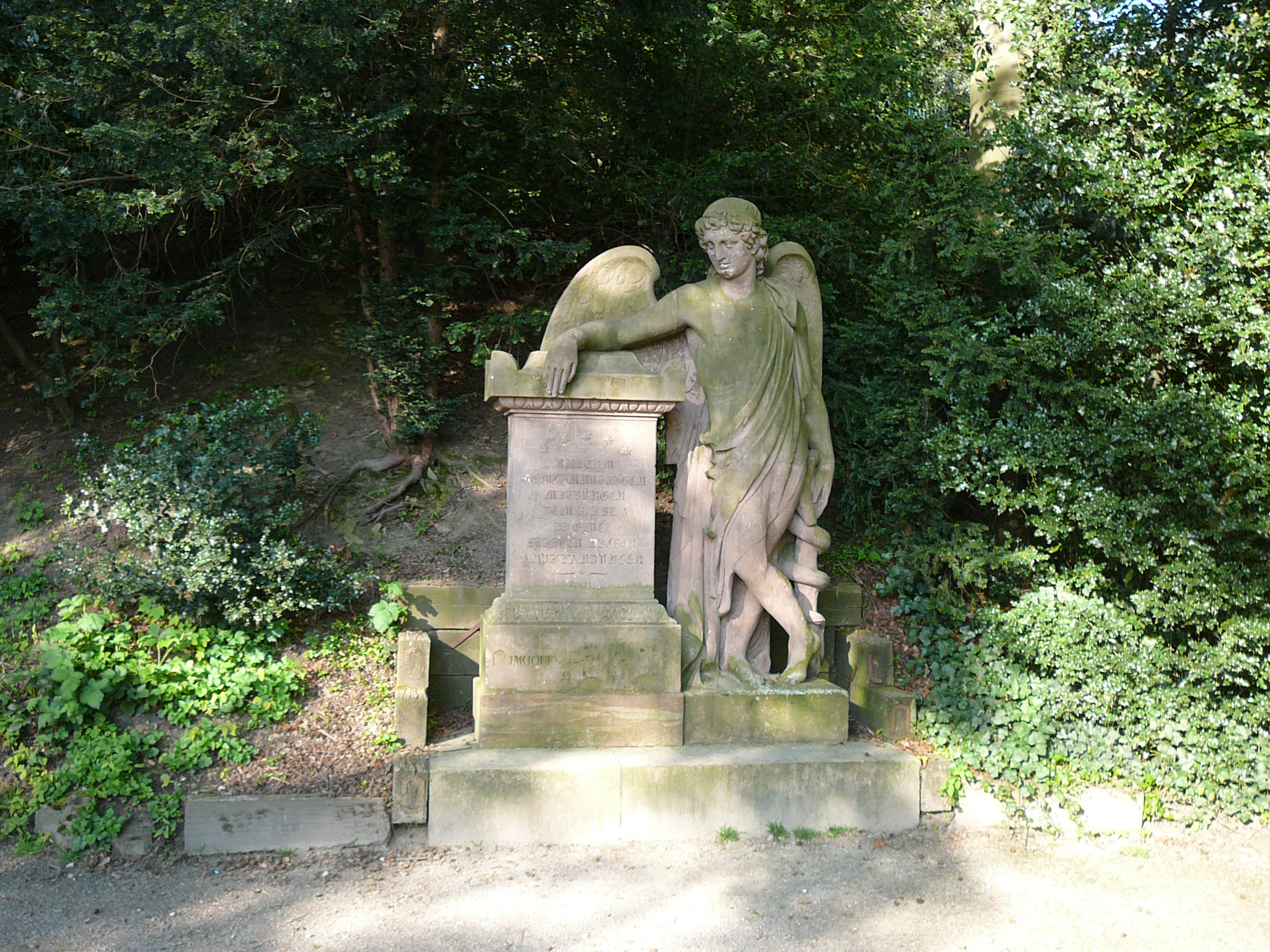
Diemel-Denkmal auf der Hardt

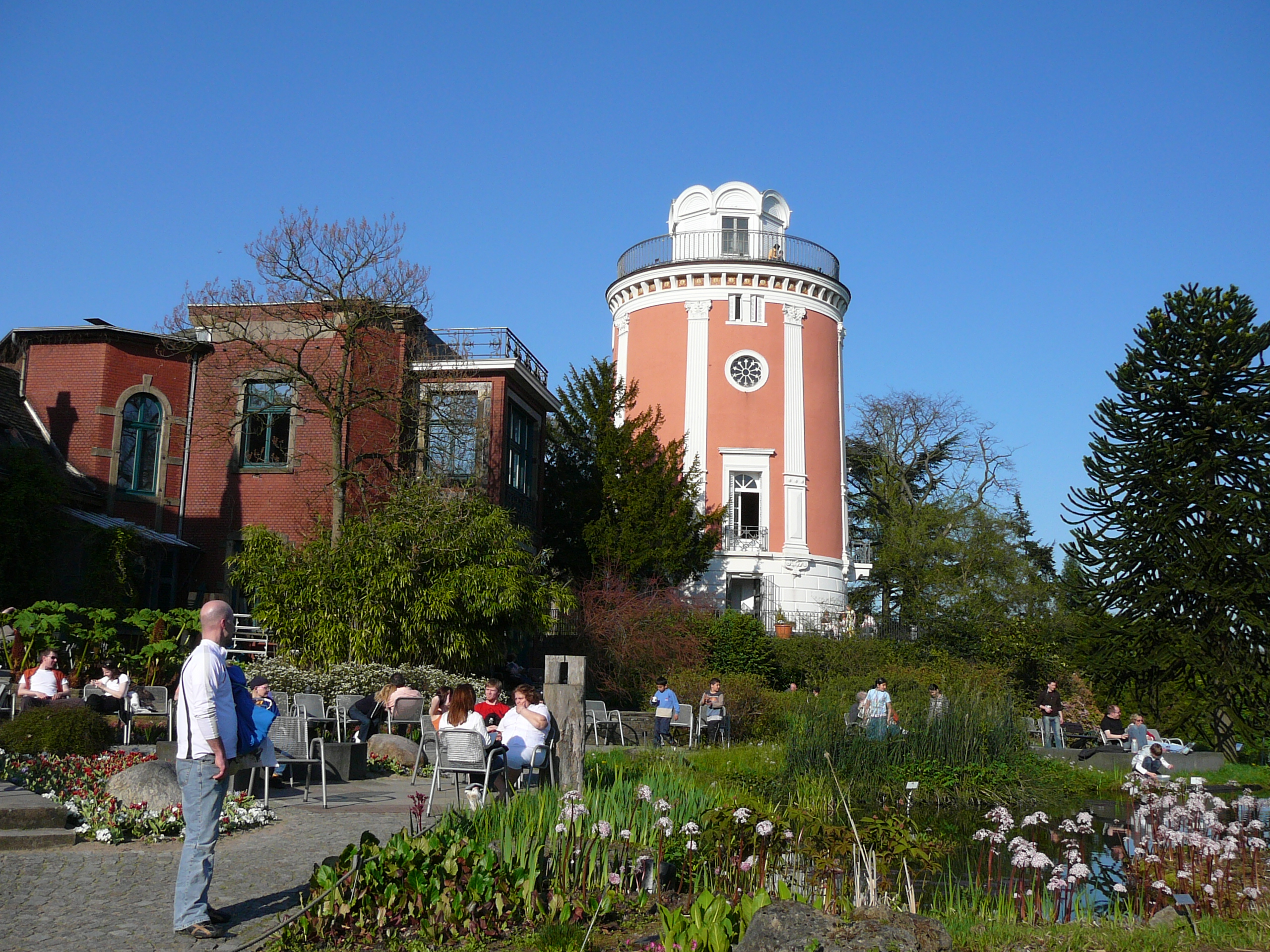
Der Botanische Garten mit der Villa Eller und dem Elisenturm

Weite Teile der Hardt waren zu Beginn des 19. Jahrhunderts eine Brachfläche, die lange Zeit als Steinbruch und Viehweide genutzt wurde. Bereits im Dreißigjährigen Krieg war die vormals bewaldete Hardt weitgehend abgeholzt worden. Im Jahr 1807 beschloss die Stadt Elberfeld, den Bergrücken aufzuforsten, um dem Holzmangel in der Stadt entgegenzuwirken.
Als Begründer der Hardt-Anlagen als Stadtpark gilt der Elberfelder Arzt Johann Stephan Anton Diemel, auf dessen Initiative hin im Zuge der Wiederbepflanzung der Hardt erste Flächen gärtnerisch gestaltet und dem Publikum zugänglich gemacht wurden. An ihn erinnern heute das 1824 am Aufstieg zur Elisenhöhe errichtete Diemel-Denkmal sowie die nach ihm benannte Diemeltreppe, einer der zahlreichen Fußwege, die aus der Stadt auf die Hardt hinauf führen.
In den späteren Jahren trieb der Elberfelder Verschönerungsverein den weiteren Ausbau der Hardt-Anlagen voran. Der 1870 gegründete Verein hatte sich das Ziel gesetzt, im sich ausdehnenden Wuppertaler Stadtraum wichtige Wälder und Freiflächen für die Erholung der Bürger zu erhalten.
1880 engagierte der Hardt Verein den Gartenkünstler und preußischen Gartenbaudirektor Heinrich Siesmayer für den Ausbau der Hardt-Anlagen als Landschaftsgarten. Gleichzeitig wurde der ehemalige Steinbruch in die Gartenanlagen einbezogen und mit einem großen künstlichen Wasserfall ausgestattet.
1890 wurde der Botanische Garten als Schulgarten auf der Hardt angelegt. Sein ursprünglicher Standort war der heutige Rosengarten am Nordrand der Hardt-Anlagen. Erst im 1910 wurde der Botanische Garten an seinen heutigen Standort vor der Villa Eller verlegt. Seitdem bilden die Villa sowie der benachbarte Elisenturm mit dem Botanischen Garten eine Einheit.
Während des Zweiten Weltkrieges wurden die Parkanlagen und Gebäude teilweise stark beschädigt. Die Wiesen und das Gelände der Stadtgärtnerei dienten übergangsweise dem Gemüseanbau. Als „Bunte Hardt“ wurden die Anlagen 1954 zum 25-jährigen Jubiläum der Stadt Wuppertal wieder eröffnet und nach Osten bis zum Bismarckturm erweitert.
Ihre letzte Erweiterung erfuhren die Hardt-Anlagen, als im Zuge der Regionale 2006 der „Neue Garten Hardt“ auf der Elisenhöhe angelegt wurde. Auf dem Gelände der ehemaligen Stadtgärtnerei wurden drei neue, öffentlich zugängliche Gewächshäuser errichtet, die angrenzenden Flächen wurden in den bestehenden Landschaftspark integriert und zwischen Elisenturm, Villa Eller und den neuen Gewächshäusern wurde ein zentraler Platz mit Brunnen angelegt.

## Gärten und Parkanlagen
Der historische Hauptzugang zu den Hardt-Anlagen befindet sich an der Südwestseite der Hardt am Rand der Elberfelder Innenstadt.

### Alte Hardt
Hier befindet sich der Bereich der „Alten Hardt“. Dieser Bereich ist der Ausgangspunkt der Entwicklung der Hardt-Anlagen zum Stadtpark, nach mehrfacher Umgestaltung ist die „Alte Hardt“ in ihrer ursprünglichen Form jedoch nicht mehr erhalten.

### Ehemaliger Steinbruch

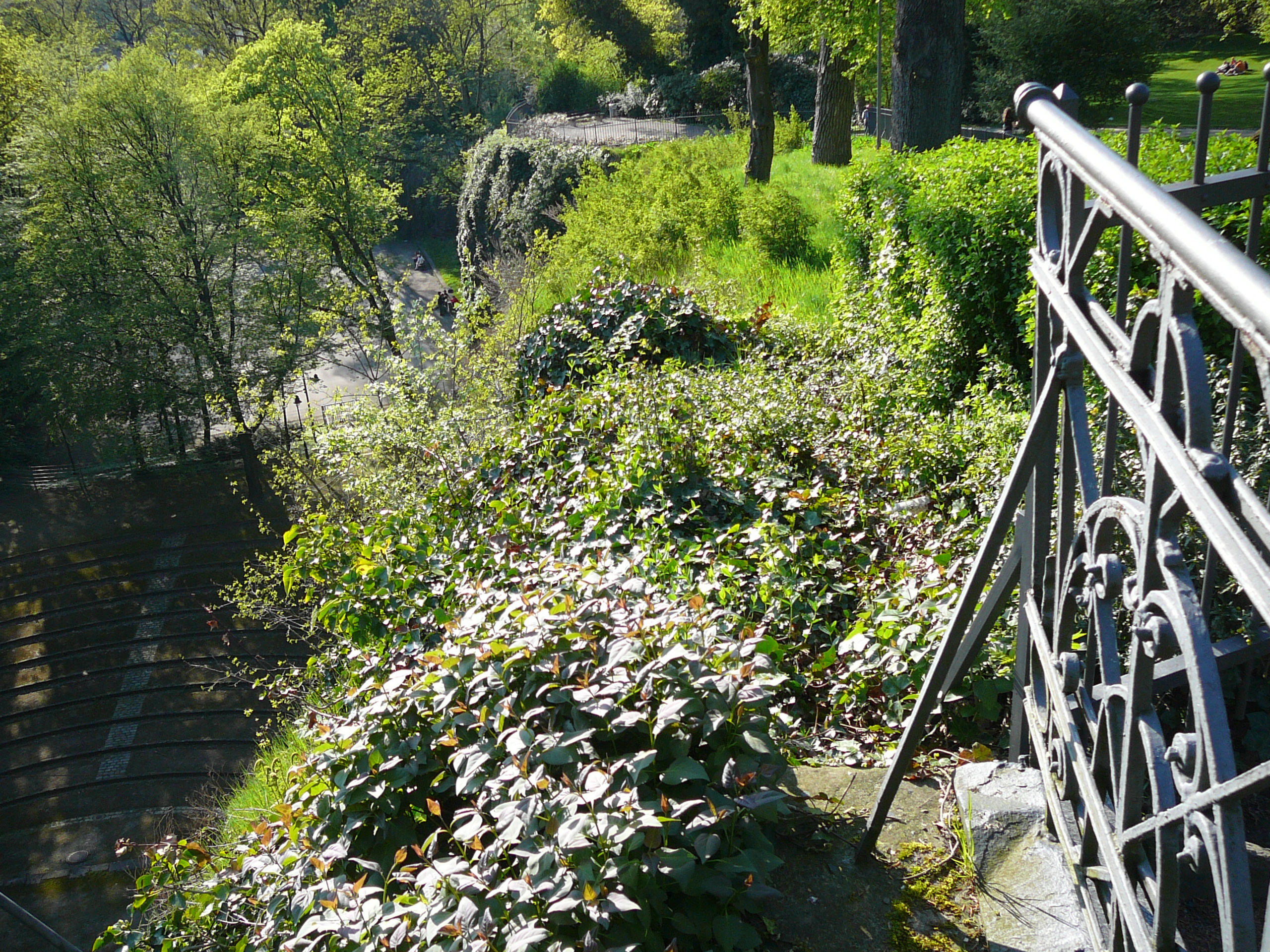
Ehemaliger Steinbruch mit Waldbühne

Oberhalb der „Alten Hardt“ befindet sich ein ehemaliger Steinbruch, in dem bis ins 19. Jahrhundert hinein Baumaterial für Straßen und Häuser gewonnen wurde. Der Steinbruch wurde um 1880 herum in die Hardt-Anlagen einbezogen und gemeinsam mit der „Alten Hardt“ als romantischer Park gestaltet, dessen Eingangspunkt durch eine große Bogenbrücke markiert wird. Innerhalb dieses Bereichs ist der Park terrassenförmig angelegt. In mehreren Ebenen staffeln sich kleine Plätze mit Denkmälern, Parkbänken und Spielgeräten von der unteren Hardtstraße bis hinauf zur Elisenhöhe. Zahlreiche kleine Aussichtspunkte erlauben den Blick auf die Elberfelder Innenstadt. In diesem Teil der Hardt-Anlagen befinden sich auch das Spielplatzhaus und die Waldbühne, die in den Sommermonaten für Konzerte genutzt wird. An der Steilwand oberhalb der Waldbühne befand sich früher ein künstlicher Wasserfall, der heute jedoch nicht mehr erhalten ist.

### Neue Hardt

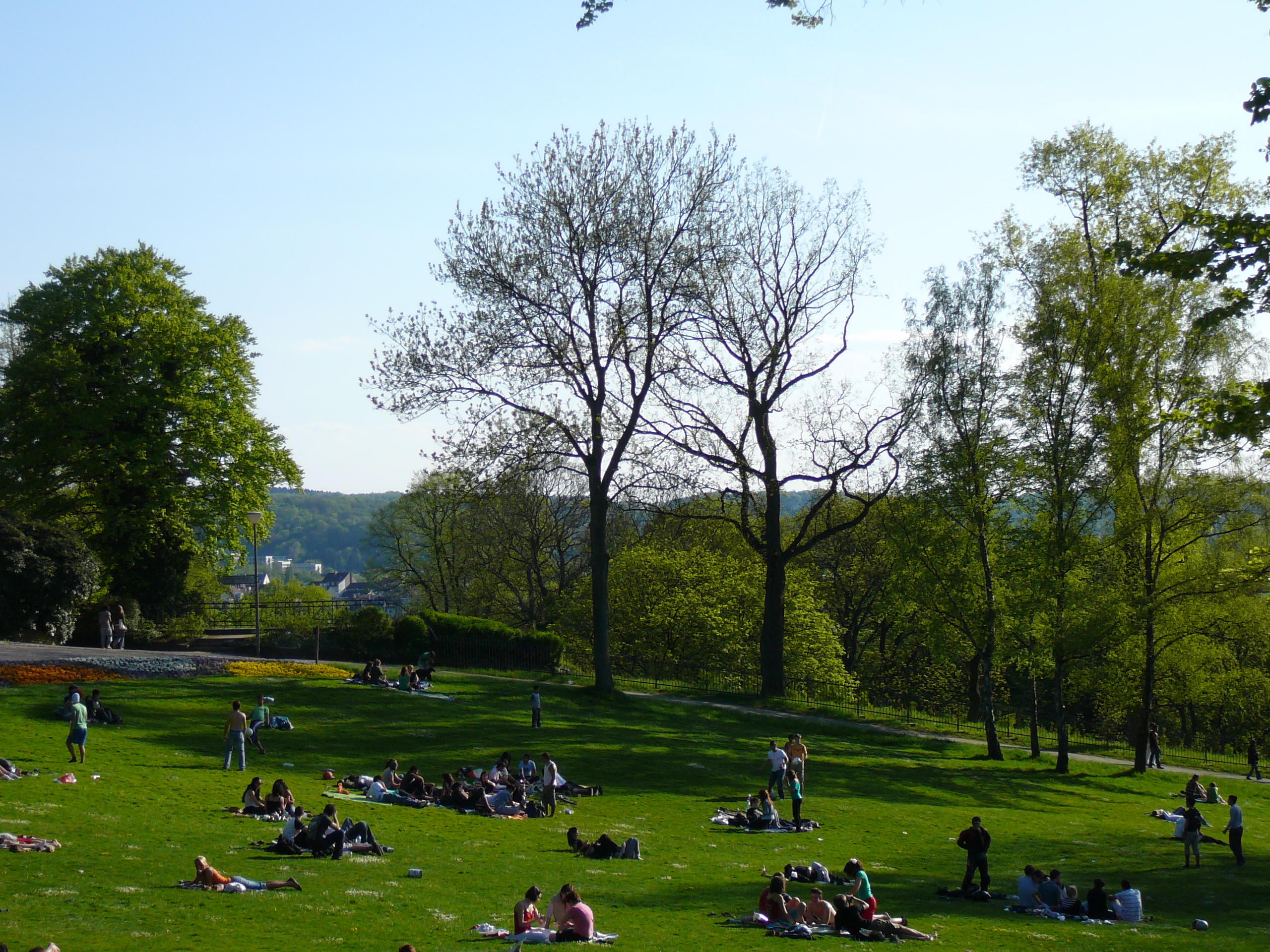
Die „Neue Hardt“

Auf dem leicht ansteigenden Hang nördlich des ehemaligen Steinbruchs befindet sich die „Neue Hardt“. Dieser Bereich wurde in Erweiterung der „Alten Hardt“ nach 1880 durch den Gartenkünstler Heinrich Siesmayer, der auch den Wuppertaler Zoo plante, neu gestaltet. Im unteren Bereich wurden Promenaden und Beete angelegt und wurde mit dem „Bergischen Haus“ ein bedeutendes Ausflugslokal errichtet. Dieses ist heute nicht mehr erhalten. Im oberen Bereich wurde die Hardt als weitläufiger Landschaftsgarten mit Bäumen, Sträuchern, geschwungenen Wegen und großen Wiesen gestaltet. Heute wird dieser Bereich im Sommer als Liegewiese genutzt, im Winter als Rodelbahn.

### Rosengarten und Erweiterung zum Bismarckturm
Am Nordrand der Hardt-Anlagen, oberhalb der Teutonenstraße, befindet sich ein kleiner Rosengarten, der von einem umlaufenden Weg und Pergolas eingefasst wird. Hier beginnt auch die Erweiterung der Hardt-Anlagen bis zum Bismarckturm. Dieser Bereich wurde erst nach dem Zweiten Weltkrieg in die Hardt-Anlagen integriert. Prägendes Gestaltungsmerkmal ist die „Reichsallee“, eine Alleestraße, die geradeaus über den Hardtrücken auf den Bismarckturm zuführt. Zu beiden Seiten der Straße setzen Wiesen, Sträucher und Baumgruppen die Gestaltung der „Neuen Hardt“ als Landschaftspark fort.

### Botanischer Garten

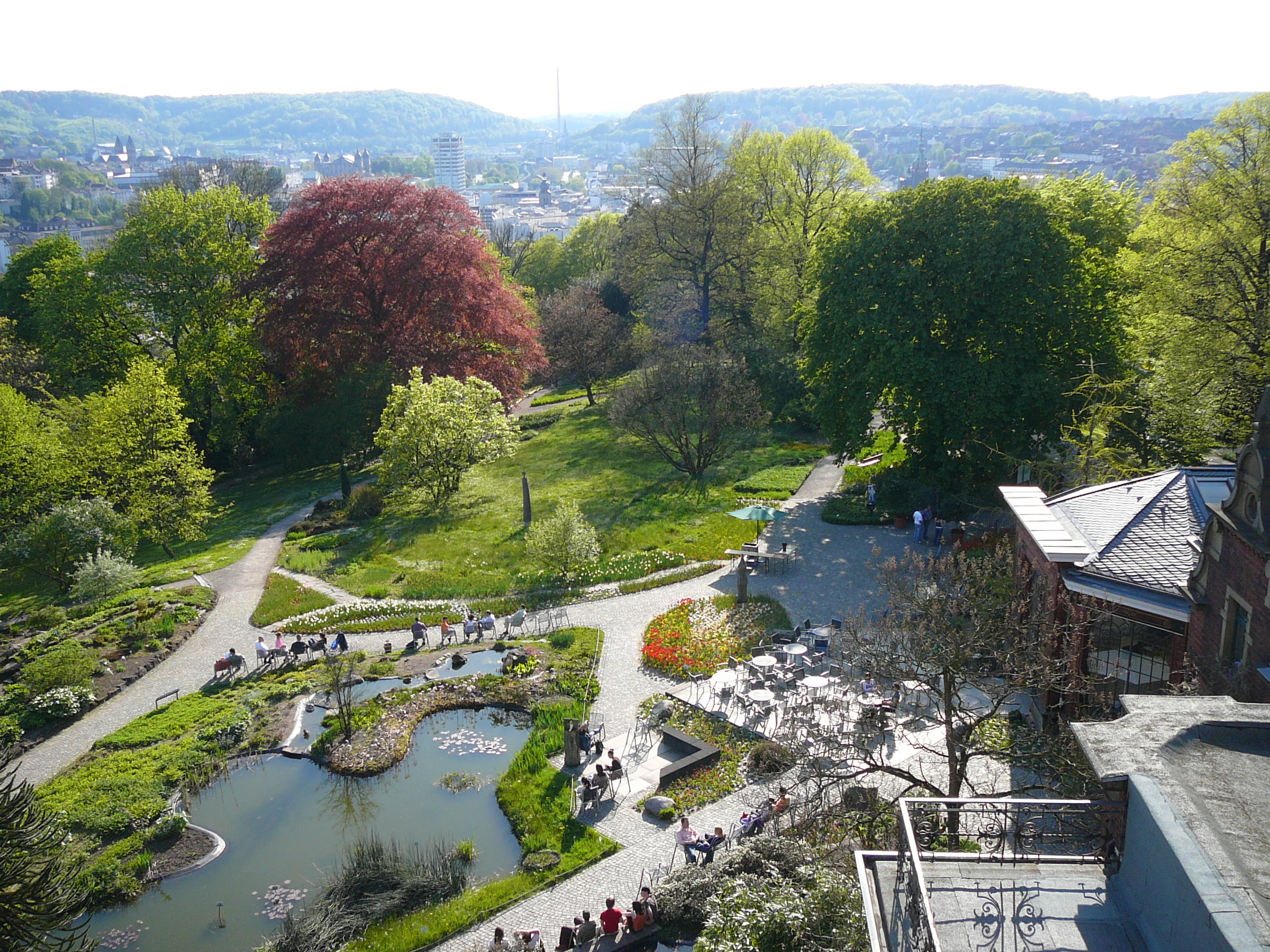
Botanischer Garten

Auf der Elisenhöhe oberhalb des ehemaligen Steinbruchs und der „Neuen Hardt“ liegt der Botanische Garten. Ursprünglich durch die Stadtgärtnerei als Schulgarten auf der Nordseite der Hardt angelegt, befindet sich der Botanische Garten seit 1910 am Südhang unterhalb der Villa Eller und des Elisenturms. Auf einer Fläche von 2,5 ha beherbergt der Garten in verschiedenen Gartenräumen und Gewächshäusern rund 4.000 verschiedene Pflanzenarten. Der Garten ist kostenlos zugänglich.

### Neuer Garten Hardt

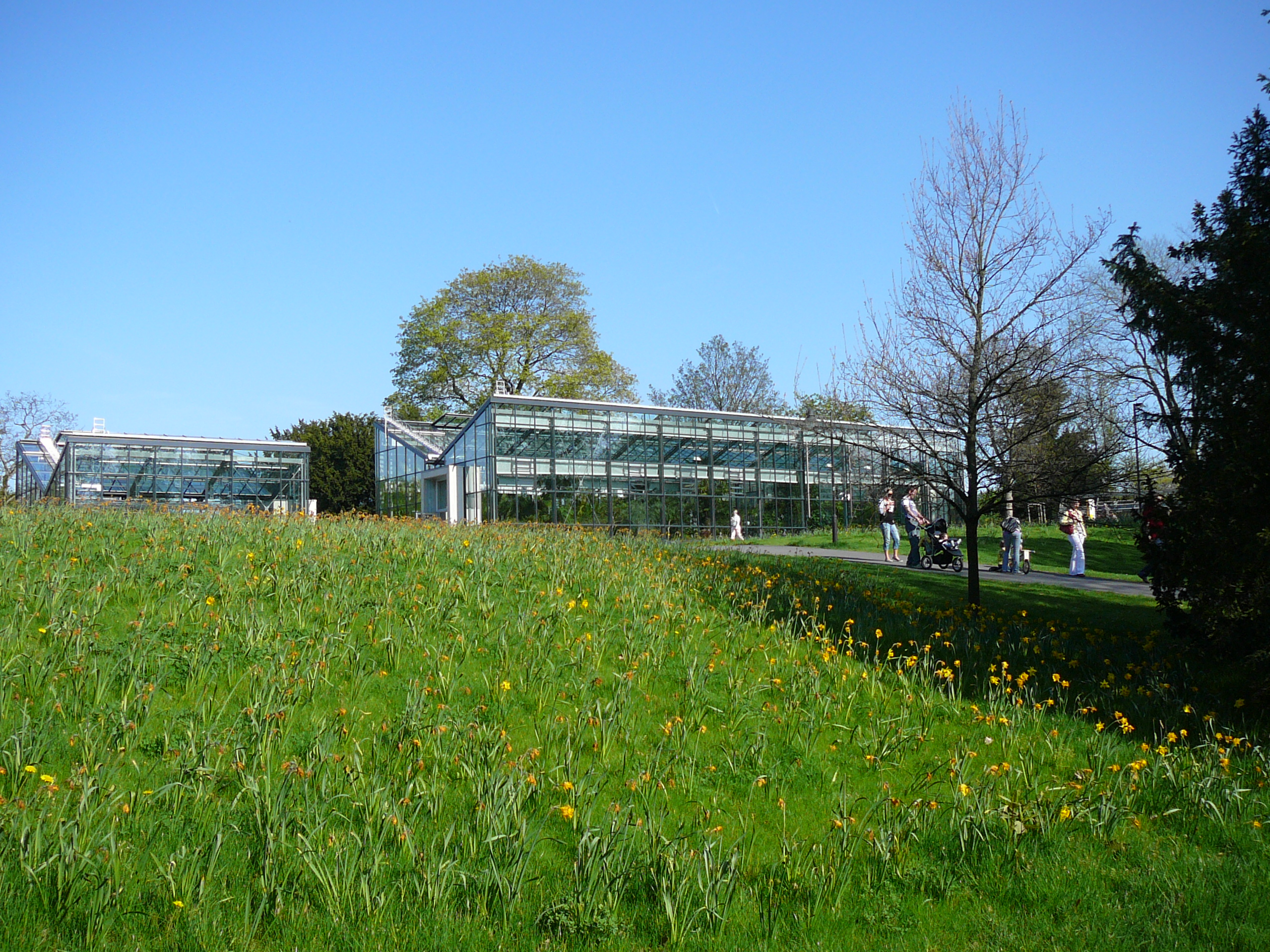
Neuer Garten Hardt

Unmittelbar neben dem Botanischen Garten befand sich ursprünglich die Stadtgärtnerei, deren mitten in den Hardt-Anlagen gelegenes Betriebsgelände für Besucher nicht zugänglich war. Im Rahmen der Regionale 2006 wurde dieses Areal neu gestaltet und in die Hardt-Anlagen integriert. Als „Neuer Garten Hardt“ schafft es mit großzügigen Wiesen, neuen Wegen und einem zentralen Platz die Verbindung zwischen Elisenturm, Botanischem Garten, der „Neuen Hardt“ und der Erweiterung der Hardt-Anlagen entlang der Reichsallee. Im Mittelpunkt des „Neuen Gartens“ wurden drei öffentlich zugängliche Schaugewächshäuser errichtet, die tropische Nutzpflanzen, Kakteen, Zwiebel- und Knollengewächse beherbergen.

### Waldgebiete
Reine Waldgebiete sind auf dem früher bewaldeten Hardtberg heute fast nicht mehr erhalten, lediglich an der Nordwestseite (oberhalb der Straße Neuenteich) besteht noch ein kleineres und an der Südseite der Hardt (oberhalb des Hardtufers) ein größeres Waldstück.

## Bauwerke
Während die eher steilen Südhänge im ausgehenden 19. Jahrhundert im unteren Teil oft mit Villen oder Häusern aus der Gründerzeit bebaut wurden, befinden sich am nördlichen Rand einige Kleingartenanlagen.

### Aussichtstürme
In den Hardt-Anlagen gibt es zwei historische Aussichtstürme:

#### Elisenturm
Auf der Elisenhöhe befindet sich der rund 21 Meter hohe Elisenturm. Dieser Turm wurde 1838 durch den Unternehmer Engelbert Eller auf dem Fundament einer alten Windmühle errichtet. Zunächst als private Sternwarte gebaut, wurde der Turm Mitte des 19. Jahrhunderts als Aussichtsturm öffentlich zugänglich gemacht. Als solcher ist er noch heute in der Regel täglich geöffnet und erlaubt einen Rundblick über den Botanischen Garten hinunter auf die Innenstadt von Wuppertal-Elberfeld und die umliegenden Berghänge.

#### Bismarckturm

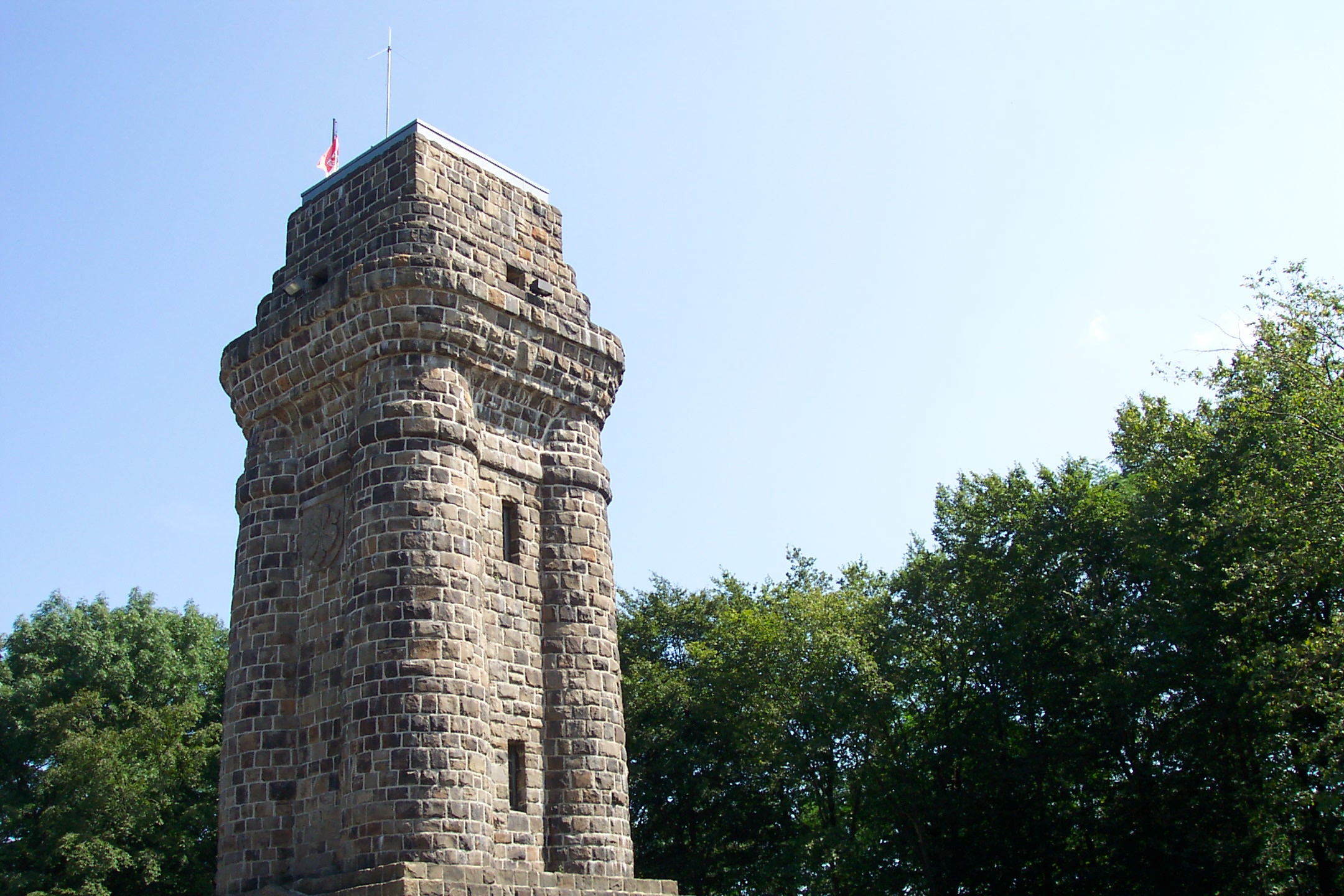
Bismarckturm

Im östlichen Bereich der Hardt-Anlagen, etwa in der Mitte des Hardtberges, befindet sich der rund 22 Meter hohe Bismarckturm. Dieser Turm wurde 1907 als einer von insgesamt 47 Bismarcktürmen errichtet, die zu Beginn des 20. Jahrhunderts in Deutschland nach einem einheitlichen Entwurf des Architekten Wilhelm Kreis entstanden. Der Turm steht genau auf der ehemaligen Stadtgrenze zwischen Elberfeld und Barmen und erlaubt einen Rundumblick über beide Städte. Seit 2015 ist er geschlossen.

### Weitere Gebäude

#### Villa Eller und Orangerie

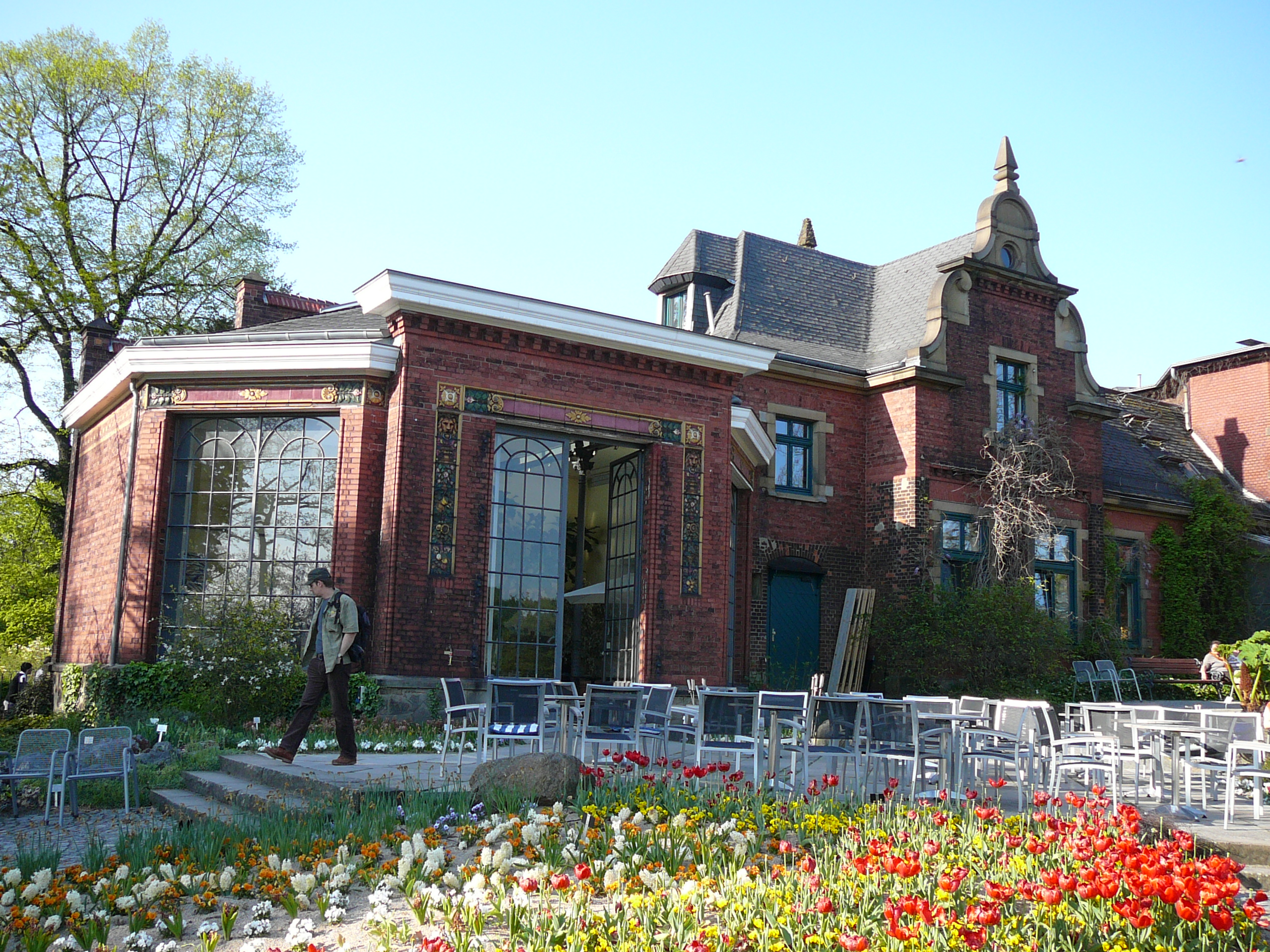
Die Villa Eller mit Orangerie

Der Textilfabrikant Engelbert Eller hatte in der ersten Hälfte des 19. Jahrhunderts auf der Hardt den Elisenturm errichten und unterhalb des Turmes seinen Privatgarten anlegen lassen. Um das Jahr 1875 wurde neben dem Turm die „Villa Eller“ als Sommerhaus gebaut. Die Villa Eller gehört zusammen mit dem Sommerhaus Von-der-Heydt zu den wenigen villenartigen Sommerhäusern, die in Wuppertal zu finden sind. Als typisches Gebäude der frühen Gründerzeit finden sich zahlreiche historisierende Stilelemente an dem verspielten Gebäude. Auch das Nebeneinander von Backstein und Sandstein ist typisch für Gebäude dieser Epoche. In den Jahren 1890–1895 wurde das Haus umgebaut und um die Orangerie erweitert, ein großes Gewächshaus, mit dessen Architektur zusätzliche Jugendstil-Elemente in das Gebäudeensemble einflossen.
Die Villa Eller ging, zusammen mit Orangerie, Garten und Elisenturm, nach dem Tod der Ehefrau Ellers in den Besitz der Stadt Elberfeld über, die 1910 ihren Botanischen Garten auf das Eller'sche Anwesen verlegte. Im Zweiten Weltkrieg wurde die Villa stark beschädigt. Obwohl nicht vollständig wiederaufgebaut, ist die ursprüngliche Architektur der Villa noch gut erkennbar. Das Haus sowie seine noch erhaltene aufwändige Innenausstattung stehen seit 1994 unter Denkmalschutz. Die Orangiere und die ihr vorgelagerte Terrasse werden heute als Restaurant und Café genutzt.

#### Gärtnerhaus

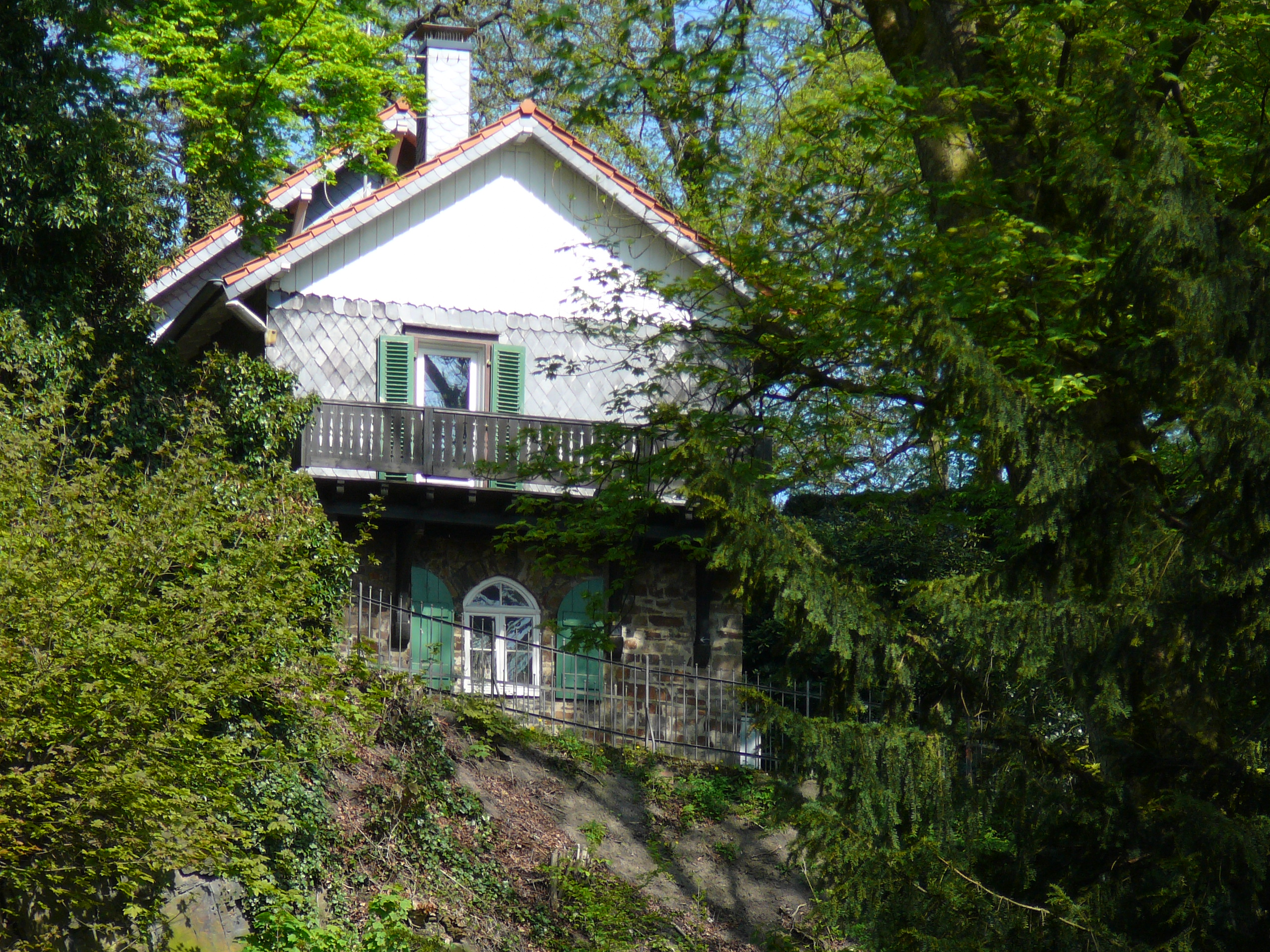
Das Gärtnerhaus oberhalb der Waldbühne

Oberhalb des ehemaligen Steinbruchs befindet sich das Gärtnerhaus, das 1882 anstelle der alten Einsiedelei errichtet wurde.

#### Korkhütte
Am Rand des Botanischen Gartens befindet sich die „Korkhütte“, ein Schuppen, der in Fachwerkbauweise errichtet und von außen mit Baumrinde verkleidet wurde.

#### Café Hardt-Terrassen
Inmitten der Hardt-Anlagen befindet sich mit dem Café Hardt-Terrassen das älteste Gebäude der Anlagen: Das ehemalige Stein’sche Gut mit einem Fachwerkhaus aus dem 18. Jahrhundert wurde ursprünglich landwirtschaftlich genutzt, bevor die Stadt Elberfeld es übernahm und als Ausflugslokal und Biergarten in den Park integrierte. Während der Sommermonate ist der Biergarten geöffnet.

## Anfahrt
Die Hardt-Anlagen sind über zahlreiche Treppen und Fußwege von den angrenzenden Stadtvierteln aus erreichbar. Aus der Elberfelder Innenstadt fährt zudem die Quartierbusline 643 durch die Hardt-Anlagen bis zur Kirchlichen Hochschule. Für den Autoverkehr sind die Hardt-Anlagen dagegen gesperrt, und es gibt nur wenige Parkplätze (am Botanischen Garten und am Bismarckturm). Insbesondere bei schönem Wetter und bei Veranstaltungen auf der Waldbühne reicht die Kapazität der Parkplätze und der Buslinie für die zahlreichen Besucher oft nicht aus.